# Vasile Ciocanu
Vasile Ciocanu (n. 1 ianuarie 1942, Tabani, Județul Hotin – d. 23 septembrie 2003, Iași) a fost un filolog și istoric literar român. 

## Biografie
Este absolvent al Universității din Chișinău. Își susține doctoratul cu teza Constantin Stamati. Viața și opera (1974).
După terminarea studiilor, lucrează ca cercetător științific la Muzeul de Literatură (actualmente Centrul de Muzeografie și Cercetări Literare „Mihail Kogălniceanu”) din Chișinău, apoi în calitate de cercetător științific la Academia de Științe a Moldovei, unde a fost director al Institutului de Literatură și Folclor și membru al colegiului de redacție al Revistei de Lingvistică și Știință Literară. Este autor al peste 200 de articole și alte contribuții literare, precum și mai multor studii despre opera lui Constache Stamati, Constatin Stamati-Ciurea și Mihail Kogălniceanu.

## Lucrări publicate
- Cercetări de istorie literară, Chișinău, 1978.
- Literatura moldovenească și folclorul, Chișinău, 1982.
- Studii și materiale despre Alexandru și Boleslav Hâjdeu, Chișinău, 1984.
- Contribuții istorico-literare, București, 2001.
- Eminescu și Constantin Stamati, în „Limba română”, Chișinău, XI, 2001 nr. 4-8, p. 18-163.

## Afilieri
- Membru al Academiei de Științe a Moldovei
- Membru al Uniunii Scriitorilor din Moldova